# My First Kiss
«My First Kiss» (рус. Мой первый поцелуй) — сингл американской электро-поп-группы 3OH!3 из их третьего студийного альбома Streets of Gold, выпущенный в 2010 году. Авторами песни являются участники группы Натаниэль Мотт и Шон Форман, а также Лукаш Готвальд и Бенни Бланко, а продюсерами выступили Dr. Luke и Бенни Бланко. В записи песни участвовала певица Кеша.

## Список композиций
| №  | Название                            | Длительность |
| -- | ----------------------------------- | ------------ |
| 1. | «My First Kiss» (совместно с Кешей) | 3:12         |

| №  | Название                                                       | Длительность |
| -- | -------------------------------------------------------------- | ------------ |
| 1. | «My First Kiss» (Gucci Mane Remix) (совместно с Кешей)         | 3:12         |
| 2. | «My First Kiss» (Chuckie Extended Version) (совместно с Кешей) | 7:34         |
| 3. | «My First Kiss» (Innerpartysystem Remix) (совместно с Кешей)   | 5:07         |
| 4. | «My First Kiss» (совместно с Кешей) (клип)                     | 3:20         |

| №  | Название                                                       | Длительность |
| -- | -------------------------------------------------------------- | ------------ |
| 1. | «My First Kiss» (совместно с Кешей)                            | 3:12         |
| 2. | «My First Kiss» (Chuckie Remix) (совместно с Кешей)            | 3:39         |
| 3. | «My First Kiss» (Chuckie Extended Version) (совместно с Кешей) | 7:34         |
| 4. | «My First Kiss» (Innerpartysystem Remix) (совместно с Кешей)   | 5:07         |
| 5. | «My First Kiss» (DJ Skeet Skeet Remix)                         | 4:42         |

## Положение в чартах
| Год  | Страна         | Название чарта               | Наивысшая позиция в чарте | Общее количество недель в чарте | Сертификация | Источник(и) |
| ---- | -------------- | ---------------------------- | ------------------------- | ------------------------------- | ------------ | ----------- |
| 2010 | Австралия      | ARIA Top 50 Singles Chart    | 13                        | 17                              | Платиновый   | [ 7 ]       |
| 2010 | Австрия        | Ö3 Austria Top 40            | 28                        | 7                               | —            | [ 8 ]       |
| 2010 | Бельгия        | Ultratop 50 singles Flanders | 9                         | 6                               | —            | [ 9 ]       |
| 2010 | Великобритания | UK Singles Top 75            | 7                         | 11                              | —            | [ 10 ]      |
| 2010 | Ирландия       | Ireland Singles Top 50       | 10                        | 10                              | —            | [ 11 ]      |
| 2010 | Канада         | Canadian Hot 100             | 7                         | 14                              | Платиновый   | [ 13 ]      |
| 2010 | Новая Зеландия | RIANZ Top 40 Singles Chart   | 15                        | 3                               | —            | [ 14 ]      |
| 2010 | США            | Billboard Hot 100            | 9                         | 3                               | Золотой      | [ 16 ]      |
| 2010 | США            | Billboard Top 40 Pop Songs   | 15                        | 5                               | Золотой      | [ 17 ]      |
| 2010 | Япония         | Japan Hot 100                | 38                        | 4                               | —            | [ 18 ]      |
| 2010 | Европа         | European Hot 100 Singles     | 23                        | 13                              | —            | [ 19 ]      |

### Итоговые чарты за год
| Год  | Страна         | Название чарта               | Позиция в чарте | Источник(и) |
| ---- | -------------- | ---------------------------- | --------------- | ----------- |
| 2010 | Австралия      | ARIA Top 100 Singles of 2010 | 76              | [ 20 ]      |
| 2010 | Великобритания | UK Top 200 Singles of 2010   | 128             | [ 21 ]      |
| 2010 | США            | Billboard Hot 100 of 2010    | 73              | [ 22 ]      |